# Siemiatycze
Siemiatycze är huvudort i distriktet Powiat siemiatycki i Podlasiens vojvodskap i östra Polen.

## Arkitektur
En av stadens främsta arkitektoniska sevärdheter är Jungfru Marie himmelsfärds kyrka i Siemiatycze. Den ursprungliga träkyrkan invigdes 1456 och byggarbetet finansierades av Michał Kmita Sudymontowicz. Den nuvarande barockkyrkan i tegel färdigställdes 1637 och invigdes 1638. Adelsätten Sapieha hade överlag en stor betydelse för stadens arkitektur. Barockkyrkan beställdes ursprungligen av Lew Sapieha och färdigställdes under uppsyn av sonen Kazimierz Leon Sapieha. Kyrkobygget genomfördes som ett samarbete mellan betydande arkitekter och konstnärer från Warszawa.
I Siemiatycze finns också en polsk-ortodox kyrka invigd 1866 som representerar den nybysantinska stilen, Apostlarna Petrus och Paulus kyrka i Siemiatycze. Medan den nuvarande ortodoxa kyrkan är från 1800-talet, fanns det även en ortodox kyrka i Siemiatycze redan på 1400-talet.

## Vänorter
Siemiatycze har två vänorter:
- Castrolibero, Italien
- Zehdenick, Tyskland

## Kända personer från Siemiatycze
- Jan Masiel, politiker